# Pteronemobius santacruzensis
Pteronemobius santacruzensis är en insektsart som beskrevs av Otte, D. och Peck 1998. Pteronemobius santacruzensis ingår i släktet Pteronemobius och familjen syrsor. Inga underarter finns listade i Catalogue of Life.